# San Carlos (Santa Cruz)
San Carlos es una pequeña ciudad y municipio de Bolivia, ubicado a 110 km al noroeste de la ciudad de Santa Cruz de la Sierra, en la provincia de Ichilo en el departamento de Santa Cruz. El municipio tiene una superficie de 1.206,4 km² y cuenta con una población de 20.093 habitantes (según el Censo INE 2012). Está situado en una zona de transición de ecosistemas, entre el remanso de la faja subandina y el despliegue de la inmensa llanura de moxos. Es una de las entradas principales al Parque Nacional Amboró, por el campamento Mataracú. También fue conocido en tiempos de la colonia con el nombre de San Carlos de Yapacaní.

## Historia
La misión de San Carlos fue obra del canónico Andrés del Campo y Galicia y el cura Pedro José de la Roca, en el lugar llamado Potrero de Santiago. Su fundación obedece justamente al imperativo de reincorporar a la grey cristiana a los yuracarés que deambulaban en la región pertenecientes al antiguo nucleamiento de Fray Marcos Meléndez. Por tratarse de una misión post-jesuítica, contando con el lugar adecuado, los neófitos y los medios para la instalación a cargo del canónimo Andrés del Campo y Galicia, el trámite de autorización tarde pero llega. En efecto, la solicitud corre ante las autoridades eclesiásticas y administrativas superiores desde noviembre de 1789 al 15 de febrero de 1971, fecha en la cual la Real Audiencia de Charcas decreta la autorización definitiva para dicha fundación.
El 4 de noviembre de 1791 (233 años), el día de San Carlos Borromeo, en acto solemne se declara fundada la misión con las formalidades burocráticas de la época. Contó con 180 personas yuracarés, las que se incrementan posteriormente con familias chiriguanas que logran integrarse pacíficamente. Inicialmente conocida como la reducción de San Carlos Borromeo, San Carlos de los yuracarés, concluye durante la república con la denominación de San Carlos. Fuente: "Buena Vista" de Isaac Sandoval Rodríguez.

## Geografía
El municipio ocupa la parte sureste de la provincia Ichilo, al oeste del departamento de Santa Cruz. Limita al este y al norte con la provincia Sara, al oeste con los municipios de San Juan de Yapacaní y Yapacaní, y al sur con el municipio de Buena Vista.
La topografía del municipio se caracteriza por presentar estrechos valles con terrazas aluviales, colinas, pendientes, mesetas y serranías. Sus suelos son jóvenes y están formados por sedimentos aluviales del cuaternario que dieron origen a las llanuras aluviales. Los principales ríos del municipio son el Piraí, Surutú, Palacios y Yapacaní. El clima es húmedo subtropical con una temperatura promedio anual de 24 °C.

## Demografía
De acuerdo con el censo boliviano de 2024, la población del municipio de San Carlos es de 18 998 habitantes.
La población del municipio aumentó casi a la mitad entre 1992 y 2024:
| Año  | Habitantes (municipio) | Fuente     |
| ---- | ---------------------- | ---------- |
| 1992 | 13.067                 | Censo 1992 |
| 2001 | 16.502                 | Censo 2001 |
| 2012 | 20.093                 | Censo 2012 |
| 2024 | 18.998                 | Censo 2024 |

## Economía
El municipio de San Carlos es altamente productivo en el sector agrícola, industrial, ganadero y artesanal. La diversidad de la producción agrícola, pecuaria, fruticultura y forestal en este municipio se debe a la riqueza de sus tierras. De igual manera la cría de ganado vacuno para la producción de leche y carne es muy importante y en menor escala se encuentra la cría de ganado ovino y porcino.
Este municipio tiene por igual una gran industria de panificación, empanizado, frangollo y maíz despicado. Se cuenta también con una industria de ropa bordada, que la administra la comunidad religiosa salesiana de Buen Retiro.